# Potamotrygon falkneri
Potamotrygon falkneri és una espècie de peix pertanyent a la família dels potamotrigònids.

## Descripció
- Fa 47 cm de llargària màxima.[6]

## Hàbitat
És un peix d'aigua dolça, bentopelàgic i de clima temperat.

## Distribució geogràfica
Es troba a Sud-amèrica: les conques dels rius Paranà i Paraguai (des dels rius Cuiabá i Piquiri, entre d'altres, fins al riu de la Plata).

## Estat de conservació
Les seues principals amenaces són les activitats pesqueres i la degradació del seu hàbitat a causa de la construcció de preses, ports i centrals hidroelèctriques a la conca del riu Paranà.

## Observacions
És inofensiu per als humans.